# Nazionale maschile di football americano della Finlandia
La nazionale maschile di football americano della Finlandia (Suomen amerikkalaisen jalkapallon miesten maajoukkue) è la selezione maggiore maschile di football americano dell'Associazione Finlandese di Football Americano, che rappresenta la Finlandia nelle varie competizioni ufficiali o amichevoli riservate a squadre nazionali. Con cinque titoli europei vinti, quattro secondi posti e tre terzi posti è la nazionale europea più blasonata; è inoltre l'unica nazionale ad essersi sempre qualificata per il campionato europeo, e fino all'edizione 2005 è sempre arrivata sul podio.

## Risultati
Legenda: Grassetto: Risultato migliore, Corsivo: Mancate partecipazioni

## Dettaglio stagioni

### Amichevoli
| Stagione | Vin | Par | Per | Tot | PF  | PS  | avversaria         |
| -------- | --- | --- | --- | --- | --- | --- | ------------------ |
| 1992     | 1   | 0   | 0   | 1   | 37  | 7   | Svezia             |
| 1993     | 0   | 0   | 1   | 1   | 27  | 29  | Svezia             |
| 1994     | 1   | 0   | 0   | 1   | 14  | 0   | Svezia             |
| 1995     | 1   | 0   | 0   | 1   | 41  | 7   | Svezia             |
| 1996     | 1   | 0   | 0   | 1   | 17  | 16  | Svezia             |
| 1997     | 1   | 0   | 0   | 1   | 7   | 6   | Svezia             |
| 1998     | 1   | 0   | 1   | 2   | 30  | 42  | Giappone, Svezia   |
| 2001     | 0   | 0   | 1   | 1   | 20  | 33  | Braunschweig Lions |
| 2003     | 1   | 0   | 0   | 1   | 20  | 7   | Svezia             |
| 2004     | 0   | 0   | 1   | 1   | 7   | 13  | Svezia             |
| 2005     | 0   | 0   | 1   | 1   | 24  | 28  | Svezia             |
| 2006     | 1   | 0   | 1   | 2   | 62  | 30  | Russia, Svezia     |
| 2007     | 0   | 0   | 1   | 1   | 0   | 7   | Svezia             |
| 2008     | 0   | 0   | 1   | 1   | 3   | 17  | Svezia             |
| 2009     | 0   | 0   | 1   | 1   | 0   | 14  | Svezia             |
| 2010     | 0   | 0   | 1   | 1   | 17  | 19  | Svezia             |
| 2011     | 1   | 0   | 0   | 1   | 35  | 34  | Svezia             |
| 2012     | 0   | 0   | 1   | 1   | 3   | 20  | Svezia             |
| 2013     | 1   | 0   | 1   | 2   | 33  | 53  | Svezia, IWU Titans |
| 2014     | 0   | 0   | 1   | 1   | 10  | 15  | Svezia             |
| 2015     | 1   | 0   | 0   | 1   | 14  | 10  | Svezia             |
| 2016     | 1   | 0   | 0   | 1   | 31  | 17  | Svezia             |
| 2017     | 1   | 0   | 0   | 1   | 37  | 0   | Svezia             |
| 2018     | 0   | 0   | 1   | 1   | 17  | 21  | Svezia             |
| 2021     | 0   | 0   | 1   | 1   | 7   | 35  | Svezia             |
| Totale   | 13  | 0   | 15  | 28  | 496 | 447 |                    |

Fonte: americanfootballitalia.com

### Tornei

#### Mondiali

##### Fase finale
| Stagione | regular season | regular season | regular season | regular season | regular season | regular season | playoff | playoff | playoff | playoff | playoff | playoff     | playoff    |
|          | Vin            | Par            | Per            | Tot            | PF             | PS             | Vin     | Per     | Tot     | PF      | PS      | risultato   | avversaria |
| -------- | -------------- | -------------- | -------------- | -------------- | -------------- | -------------- | ------- | ------- | ------- | ------- | ------- | ----------- | ---------- |
| 1999     | -              | -              | -              | -              | -              | -              | 0       | 3       | 3       | 14      | 127     | Sesto posto | Australia  |
| Totale   | -              | -              | -              | -              | -              | -              | 0       | 3       | 3       | 14      | 127     |             |            |

Fonte: americanfootballitalia.com

##### Qualificazioni
| Stagione | regular season | regular season | regular season | regular season | regular season | regular season | playoff | playoff | playoff | playoff | playoff | playoff   | playoff    |
|          | Vin            | Par            | Per            | Tot            | PF             | PS             | Vin     | Per     | Tot     | PF      | PS      | risultato | avversaria |
| -------- | -------------- | -------------- | -------------- | -------------- | -------------- | -------------- | ------- | ------- | ------- | ------- | ------- | --------- | ---------- |
| 2002     | -              | -              | -              | -              | -              | -              | 0       | 1       | 1       | 0       | 14      |           | Francia    |
| 2006     | -              | -              | -              | -              | -              | -              | 1       | 0       | 1       | 42      | 0       |           | Russia     |
| 2007     | -              | -              | -              | -              | -              | -              | 0       | 1       | 1       | 6       | 25      |           | Francia    |
| Totale   | -              | -              | -              | -              | -              | -              | 1       | 2       | 3       | 48      | 39      |           |            |

Fonte: americanfootballitalia.com

#### Europei

##### Europeo ante-2001/Europeo A

###### Fase finale
| Stagione | regular season | regular season | regular season | regular season | regular season | regular season | playoff | playoff | playoff | playoff | playoff | playoff      | playoff       |
|          | Vin            | Par            | Per            | Tot            | PF             | PS             | Vin     | Per     | Tot     | PF      | PS      | risultato    | avversaria    |
| -------- | -------------- | -------------- | -------------- | -------------- | -------------- | -------------- | ------- | ------- | ------- | ------- | ------- | ------------ | ------------- |
| 1983     | -              | -              | -              | -              | -              | -              | 2       | 1       | 3       | 91      | 26      | Finale       | Italia        |
| 1985     | -              | -              | -              | -              | -              | -              | 2       | 0       | 2       | 26      | 2       | Campioni     | Italia        |
| 1987     | -              | -              | -              | -              | -              | -              | 1       | 1       | 2       | 59      | 67      | Terzo posto  | Gran Bretagna |
| 1989     | -              | -              | -              | -              | -              | -              | 1       | 1       | 2       | 14      | 33      | Finale       | Gran Bretagna |
| 1991     | -              | -              | -              | -              | -              | -              | 1       | 1       | 2       | 55      | 14      | Finale       | Gran Bretagna |
| 1993     | -              | -              | -              | -              | -              | -              | 2       | 0       | 2       | 27      | 7       | Campioni     | Italia        |
| 1995     | -              | -              | -              | -              | -              | -              | 2       | 0       | 2       | 64      | 7       | Campioni     | Italia        |
| 1997     | -              | -              | -              | -              | -              | -              | 2       | 0       | 2       | 51      | 12      | Campioni     | Svezia        |
| 2000     | -              | -              | -              | -              | -              | -              | 2       | 0       | 2       | 69      | 36      | Campioni     | Germania      |
| 2001     | -              | -              | -              | -              | -              | -              | 1       | 1       | 2       | 38      | 22      | Finale       | Germania      |
| 2005     | -              | -              | -              | -              | -              | -              | 1       | 1       | 2       | 53      | 35      | Terzo posto  | Gran Bretagna |
| 2010     | 0              | 0              | 2              | 2              | 11             | 53             | 1       | 0       | 1       | 32      | 9       | Quinto posto | Gran Bretagna |
| 2014     | 1              | 0              | 1              | 2              | 23             | 60             | 0       | 1       | 1       | 21      | 35      | Quarto posto | Francia       |
| 2018     | 1              | 0              | 1              | 2              | 42             | 28             | 1       | 0       | 1       | 35      | 21      | Terzo posto  | Svezia        |
| 2021     | -              | -              | -              | -              | -              | -              | 1       | 1       | 2       | 28      | 28      | Terzo posto  | Francia       |
| 2023     | -              | -              | -              | -              | -              | -              | 1       | 1       | 2       | 33      | 42      | Finale       | Austria       |
| Totale   | 2              | 0              | 4              | 6              | 76             | 141            | 21      | 9       | 30      | 661     | 442     |              |               |

Fonte: americanfootballitalia.com

###### Qualificazioni
| Stagione | regular season | regular season | regular season | regular season | regular season | regular season | playoff | playoff | playoff | playoff | playoff | playoff   | playoff    |
|          | Vin            | Par            | Per            | Tot            | PF             | PS             | Vin     | Per     | Tot     | PF      | PS      | risultato | avversaria |
| -------- | -------------- | -------------- | -------------- | -------------- | -------------- | -------------- | ------- | ------- | ------- | ------- | ------- | --------- | ---------- |
| 1989     | -              | -              | -              | -              | -              | -              | 1       | 0       | 1       | 49      | 0       |           | Norvegia   |
| 1995     | -              | -              | -              | -              | -              | -              | 2       | 0       | 2       | 87      | 14      |           | Norvegia   |
| 2001     | -              | -              | -              | -              | -              | -              | 1       | 0       | 1       | 27      | 13      |           | Austria    |
| 2019     | 2              | 0              | 0              | 2              | 99             | 3              | -       | -       | -       | -       | -       |           | -          |
| 2022     | 2              | 0              | 0              | 2              | 102            | 23             | -       | -       | -       | -       | -       |           | -          |
| 2024     | 2              | 0              | 0              | 2              | 38             | 15             | -       | -       | -       | -       | -       |           | -          |
| Totale   | 6              | 0              | 0              | 6              | 239            | 41             | 4       | 0       | 4       | 163     | 27      |           |            |

Fonte: americanfootballitalia.com

### Riepilogo partite disputate
| Anno            | Luogo                | Evento               | Fase del torneo      | Incontro                       | Risultato |
| 23 luglio 1983  | Castel Giorgio       | Europeo              | Quarti di finale     | Finlandia - Francia            | 52 - 0    |
| 27 luglio 1983  | Castel Giorgio       | Europeo              | Semifinale           | Finlandia - Germania Ovest     | 33 - 8    |
| 31 luglio 1983  | Castel Giorgio       | Europeo              | Finale               | Italia - Finlandia             | 18 - 6    |
| 10 luglio 1985  | Milano               | Europeo              | Semifinale           | Finlandia - Francia            | 13 - 0    |
| 14 luglio 1985  | Milano               | Europeo              | Finale               | Italia - Finlandia             | 2 - 13    |
| 20 agosto 1987  | Helsinki             | Europeo              | Semifinale           | Finlandia - Germania Ovest     | 21 - 44   |
| 22 agosto 1987  | Espoo                | Europeo              | Finale 3º - 4º posto | Finlandia - Gran Bretagna      | 38 - 23   |
| 6 maggio 1989   | Helsinki             | Europeo              | Qualificazioni       | Finlandia - Norvegia           | 49 - 0    |
| 23 agosto 1989  | Bremerhaven          | Europeo              | Semifinale           | Italia - Finlandia             | 7 - 14    |
| 27 agosto 1989  | Bielefeld            | Europeo              | Finale               | Finlandia - Gran Bretagna      | 0 - 26    |
| 1991            | Helsinki             | Europeo              | Semifinale           | Finlandia - Francia            | 52 - 0    |
| 18 agosto 1991  | Helsinki             | Europeo              | Finale               | Finlandia - Gran Bretagna      | 3 - 14    |
| 1992            | Helsinki             | Amichevole           |                      | Finlandia - Svezia             | 37 - 7    |
| 22 luglio 1993  | Telgate              | Europeo              | Semifinale           | Finlandia - Germania           | 10 - 0    |
| 24 luglio 1993  | Telgate              | Europeo              | Finale               | Italia - Finlandia             | 7 - 17    |
| 1993            | Stoccolma            | Amichevole           |                      | Svezia - Finlandia             | 29 - 27   |
| 1994            | Helsinki             | Amichevole           |                      | Finlandia - Svezia             | 14 - 0    |
| 26 aprile 1995  | Helsinki             | Europeo              | Qualificazioni       | Finlandia - Svezia             | 24 - 7    |
| 1995            | ?                    | Europeo              | Qualificazioni       | Norvegia - Finlandia           | 7 - 63    |
| 16 agosto 1995  | Innsbruck            | Europeo              | Semifinale           | Finlandia - Ucraina            | 37 - 0    |
| 20 agosto 1995  | Vienna               | Europeo              | Finale               | Finlandia - Italia             | 27 - 7    |
| 1995            | Uppsala              | Amichevole           |                      | Svezia - Finlandia             | 7 - 41    |
| 1996            | Helsinki             | Amichevole           |                      | Finlandia - Svezia             | 17 - 16   |
| 16 luglio 1997  | Bolzano              | Europeo              | Semifinale           | Finlandia - Gran Bretagna      | 24 - 6    |
| 19 luglio 1997  | Bolzano              | Europeo              | Finale               | Finlandia - Svezia             | 27 - 6    |
| 1997            | Västerås             | Amichevole           |                      | Svezia - Finlandia             | 6 - 7     |
| 1998            | Tokyo                | Amichevole           |                      | Giappone - Finlandia           | 39 - 7    |
| 1998            | Helsinki             | Amichevole           |                      | Finlandia - Svezia             | 23 - 3    |
| 24 giugno 1999  | Palermo              | Mondiale             | Primo turno          | Italia - Finlandia             | 28 - 7    |
| 27 giugno 1999  | Palermo              | Mondiale             | Primo turno          | Messico - Finlandia            | 89 - 0    |
| luglio 1999     | Palermo              | Mondiale             | Finale 5º - 6º posto | Australia - Finlandia          | 10 - 7    |
| 17 agosto 2000  | Helsinki             | Europeo              | Semifinale           | Finlandia - Gran Bretagna      | 39 - 7    |
| 19 agosto 2000  | Amburgo              | Europeo              | Finale               | Germania - Finlandia           | 29 - 30   |
| 19 maggio 2001  | Braunschweig         | Amichevole           |                      | Braunschweig Lions - Finlandia | 33 - 20   |
| 3 giugno 2001   | Vienna               | Europeo              | Qualificazioni       | Austria - Finlandia            | 13 - 27   |
| 30 giugno 2001  | Stoccolma            | Europeo              | Semifinale           | Svezia - Finlandia             | 3 - 21    |
| 18 agosto 2001  | Hanau                | Europeo              | Finale               | Germania - Finlandia           | 19 - 7    |
| 26 ottobre 2002 | Helsinki             | Mondiale             | Qualificazioni       | Finlandia - Francia            | 0 - 14    |
| 2003            | Helsinki             | Amichevole           |                      | Finlandia - Svezia             | 20 - 7    |
| 2004            | Helsinki             | Amichevole           |                      | Finlandia - Svezia             | 7 - 13    |
| 28 luglio 2005  | Malmö                | Europeo A            | Semifinale           | Svezia - Finlandia             | 23 - 19   |
| 30 luglio 2005  | Malmö                | Europeo A            | Finale 3º - 4º posto | Finlandia - Gran Bretagna      | 34 - 12   |
| 2005            | Helsinki             | Amichevole           |                      | Finlandia - Svezia             | 24 - 28   |
| 2006            | Helsinki             | Amichevole           |                      | Finlandia - Russia             | 48 - 6    |
| 2006            | Helsinki             | Amichevole           |                      | Finlandia - Svezia             | 14 - 24   |
| 14 ottobre 2006 | Helsinki             | Mondiale             | Qualificazioni       | Finlandia - Russia             | 42 - 0    |
| 6 gennaio 2007  | Aix-en-Provence      | Mondiale             | Qualificazioni       | Francia - Finlandia            | 25 - 6    |
| 2007            | Stoccolma            | Amichevole           |                      | Svezia - Finlandia             | 7 - 0     |
| 2008            | Helsinki             | Amichevole           |                      | Finlandia - Svezia             | 3 - 17    |
| 2009            | Stoccolma            | Amichevole           |                      | Svezia - Finlandia             | 14 - 0    |
| 27 luglio 2010  | Wiesbaden            | Europeo A            | Girone               | Austria - Finlandia            | 30 - 7    |
| 29 luglio 2010  | Wiesbaden            | Europeo A            | Girone               | Finlandia - Germania           | 4 - 23    |
| 31 luglio 2010  | Francoforte sul Meno | Europeo A            | Finale 5º - 6º posto | Finlandia - Gran Bretagna      | 32 - 9    |
| 2 ottobre 2010  | Vantaa               | Amichevole           |                      | Finlandia - Svezia             | 17 - 19   |
| 1º ottobre 2011 | Östermalm            | Amichevole           |                      | Svezia - Finlandia             | 34 - 35   |
| 6 ottobre 2012  | Helsinki             | Amichevole           |                      | Finlandia - Svezia             | 3 - 20    |
| 2 giugno 2013   | Helsinki             | Amichevole           |                      | Finlandia - IWU Titans         | 0 - 30    |
| 5 ottobre 2013  | Östermalm            | Amichevole           |                      | Svezia - Finlandia             | 23 - 33   |
| 30 maggio 2014  | Sankt Pölten         | Europeo A            | Girone               | Germania - Finlandia           | 47 - 7    |
| 1º giugno 2014  | Sankt Pölten         | Europeo A            | Girone               | Finlandia - Svezia             | 16 - 13   |
| 7 giugno 2014   | Vienna               | Europeo A            | Finale 3º - 4º posto | Finlandia - Francia            | 21 - 35   |
| 4 ottobre 2014  | Helsinki             | Amichevole           |                      | Finlandia - Svezia             | 10 - 15   |
| 2015            | Stoccolma            | Amichevole           |                      | Svezia - Finlandia             | 10 - 14   |
| 1º ottobre 2016 | Helsinki             | Viking Line Bowl I   |                      | Finlandia - Svezia             | 31 - 17   |
| 7 ottobre 2017  | Stoccolma            | Viking Line Bowl II  |                      | Svezia - Finlandia             | 0 - 37    |
| 29 luglio 2018  | Vantaa               | Europeo              | Girone               | Finlandia - Gran Bretagna      | 28 - 7    |
| 2 agosto 2018   | Vantaa               | Europeo              | Girone               | Francia - Finlandia            | 21 - 14   |
| 4 agosto 2018   | Vantaa               | Europeo              | Finale 3º - 4º posto | Svezia - Finlandia             | 21 - 35   |
| 6 ottobre 2018  | Vantaa               | Viking Line Bowl III |                      | Svezia - Finlandia             | 27 - 21   |
| 12 ottobre 2019 | Arnhem               | Europeo A            | Qualificazioni       | Paesi Bassi - Finlandia        | 0 - 55    |
| 26 ottobre 2019 | Vantaa               | Europeo A            | Qualificazioni       | Finlandia - Danimarca          | 44 - 3    |
| 7 agosto 2021   | Vantaa               | Europeo A            | Semifinale           | Finlandia - Svezia             | 14 - 22   |
| 17 ottobre 2021 |                      | Amichevole           |                      | Svezia - Finlandia             | 35 - 7    |
| 30 ottobre 2021 | Vantaa               | Europeo A            | Finale 3º - 4º posto | Finlandia - Francia            | 14 - 6    |
| 8 ottobre 2022  | Vantaa               | Europeo A            | Qualificazioni       | Finlandia - Danimarca          | 60 - 13   |
| 16 ottobre 2022 | Ústí nad Labem       | Europeo A            | Qualificazioni       | Rep. Ceca - Finlandia          | 10 - 42   |
| 5 agosto 2023   | Vantaa               | Europeo A            | Semifinale           | Finlandia - Svezia             | 33 - 14   |
| 28 ottobre 2023 | Sankt Pölten         | Europeo A            | Finale               | Austria - Finlandia            | 28 - 0    |
| 13 ottobre 2024 | Ústí nad Labem       | Europeo A            | Qualificazioni       | Rep. Ceca - Finlandia          | 6 - 28    |
| 26 ottobre 2024 | Vantaa               | Europeo A            | Qualificazioni       | Finlandia - Francia            | 10 - 9    |
| 25 ottobre 2025 | Düsseldorf           | Europeo A            | Semifinale           | Finlandia - Italia             |           |

## Confronti con le altre Nazionali
Questi sono i saldi della Finlandia nei confronti delle Nazionali incontrate.

### Saldo positivo
| Nazionale     | Giocate | Vinte | Pareggiate | Perse | PF  | PS  | Ultima vittoria | Ultimo pari | Ultima sconfitta |
| ------------- | ------- | ----- | ---------- | ----- | --- | --- | --------------- | ----------- | ---------------- |
| Norvegia      | 2       | 2     | 0          | 0     | 112 | 7   | 1995            | -           | -                |
| Danimarca     | 2       | 2     | 0          | 0     | 104 | 16  | 2022            | -           | -                |
| Russia        | 2       | 2     | 0          | 0     | 90  | 6   | 2006            | -           | -                |
| Paesi Bassi   | 1       | 1     | 0          | 0     | 55  | 0   | 2019            | -           | -                |
| Rep. Ceca     | 2       | 2     | 0          | 0     | 70  | 16  | 2024            | -           | -                |
| Ucraina       | 1       | 1     | 0          | 0     | 37  | 0   | 1995            | -           | -                |
| Gran Bretagna | 8       | 6     | 0          | 2     | 198 | 104 | 2018            | -           | 1991             |
| Italia        | 6       | 4     | 0          | 2     | 84  | 69  | 1999            | -           | 1995             |
| Francia       | 9       | 5     | 0          | 4     | 182 | 110 | 2024            | -           | 2018             |
| Svezia        | 32      | 17    | 0          | 15    | 641 | 500 | 2023            | -           | 2021             |

### Saldo negativo
| Nazionale | Giocate | Vinte | Pareggiate | Perse | PF  | PS  | Ultima vittoria | Ultimo pari | Ultima sconfitta |
| --------- | ------- | ----- | ---------- | ----- | --- | --- | --------------- | ----------- | ---------------- |
| Germania  | 7       | 3     | 0          | 4     | 112 | 170 | 2000            | -           | 2014             |
| Austria   | 3       | 1     | 0          | 2     | 34  | 71  | 2001            | -           | 2023             |
| Australia | 1       | 0     | 0          | 1     | 7   | 10  | -               | -           | 1999             |
| Giappone  | 1       | 0     | 0          | 1     | 7   | 39  | -               | -           | 1998             |
| Messico   | 1       | 0     | 0          | 1     | 0   | 89  | -               | -           | 1999             |

## Roster storici
| Roster della Finlandia - Europeo 2005 |
| --- |
| Quarterback - 7 Petrus Penkki - 8 Jarkko Nieminen - 16 Atte Kniivilä Running Back - 22 Teemu Löllö HB - 30 Teemu Paukkula HB - 35 Teemu Ivalo HB - 42 Akumatti Leskinen FB - 49 Sami Repo HB Wide Receiver - 4 Ville Kurvinen - 5 Ville Palikainen - 6 Tuomas Kivisaari - 9 Sami Kujansuu - 80 Henri Myöhänen - 88 Anatole Wiik Tight End - 93 Markku Luoto Offensive Linemen - 55 Patrick Högström C - 59 Iiro Luoto LT - 60 Kalle Björkroth OT - 71 Janne Rantanen G - 72 Tomi Myyrä G - 73 Antti Martikka OT - 74 Pasi Lautala OT - 76 Thomas Nyberg G - 77 Kim Grönlund C Defensive Linemen - 31 Tommi Padatsu DE/FB - 52 Lauri Mattsson DT - 75 Reo Landen DT - 86 Aki Rinne DE - 91 Pertti Lautala DT - 92 Marko Luoma DE - 94 Jussi Javanainen DT - 95 Thomas Ceken DE Linebacker - 41 Kalle da Silva Gonçalves - 44 Timo Winqvist - 45 Aarno Sjöblom - 46 Efe Evwaraye - 48 Santtu Äyräväinen - 54 Anssi Nevalainen Defensive Back - 12 Sampo Ranta - 23 Kalle Karppinen S - 24 Miikka Riionheimo CB - 25 Jarno Sainio S - 28 Janne Lehtonen CB - 33 Tuomas Marttila CB - 40 Antti Stenroos S - 47 Seikko Vennelä S Special Team - 2 Tomi Natri K - 3 Kari Hytönen P/K Roster aggiornato al 11 dicembre 2024 Coaching staff HC/DC Tuomas Heikkinen · OC Kim Wikström · RB Heikki Halttunen · OL Ville Tarvainen · DL Janne Kilpeläinen · DL Kari Leivoja · LB Jorma Hytönen · DB Kari Titola · ST Jari Kinnunen |

| Roster della Finlandia - Europeo 2010 |
| --- |
| Quarterback - 1 Miro Kadmiry - 7 Santeri Supi Running Back - 12 Veikka Lehtonen - 35 Teemu Pietiäinen - 36 Joonas Raatikainen - 42 Mikko Suutari Wide Receiver - 84 Riku Haataja - 83 Markus Lievonen - 9 Markku Luoto - 30 Julius Majander - 11 Torsten Malm - 80 Henri Myöhänen - 34 Tuukka Pernu Offensive Linemen - 74 Kalle Björkroth - 73 Pasi Lautala - 53 Tony Lehtola - 60 Jouni Luopajärvi - 57 Hannes Mattila - 78 Janne Rantanen - 58 Esa Suohonen - 76 Arttu Tennberg Defensive Linemen - 51 Calle Backlund - 52 Thomas Ceken - 99 Kiarash Ghazi Zadeh - 55 Oskari Halttunen - 59 Lasse Kankaanpää - 16 Jukka Kurvinen - 99 Aki Rinne - 56 Martti Välimaa Linebacker - 10 Kalle da Silva Gonçalves - 3 Efe Evwaraye - 46 Sebastian Karbin - 44 Tero Kontiainen - 45 Aarno Sjöblom - 43 Santtu Äyräväinen Defensive Back - 40 Tuomas Leinonen CB - 25 Tuomas Nurmi - 21 Sampo Ranta - 22 Pekka Rantala CB - 5 Jarno Sainio - 91 Matias Sarvela - 2 Seikko Vennelä Special Team - 14 Kari Hytönen K Roster aggiornato al 11 dicembre 2024 Coaching staff HC Tuomas Heikkinen · OAC Robert Johnson · OAC Kim Wikström · OAC Ville Tarvainen · OAC Eero Heinonen · DAC Kari Titola · DAC Sami Porkka · DAC Janne Salonen · DAC Jason Thomas · DAC Jesse Talikka |

| Roster della Finlandia - Europeo 2014 |
| --- |
| Quarterback - 7 Miro Kadmiry - 8 Janne Lehtinen Running Back - 12 Veikka Lehtonen - 24 Ville Järviö - 34 Velipekka Jaakonsaari - 39 Matias Sarvela Wide Receiver - 44 Ville Kurvinen - 80 Henri Myöhänen - 82 Kristian Kougia - 84 Tuomas Mankki - 87 William Lahti - 88 Aappo Saloranta Tight End - 81 Tommi Pinta Offensive Linemen - 60 Riku Alakoskela - 65 Jere Lahti RT/LS - 66 Iiro Luoto - 73 Pasi Lautala - 75 Sami Rantanen - 77 Akseli Kaasalainen - 78 Arttu Tennberg - 79 Karri Kuuttila Defensive Linemen - 70 Aleksi Aitala DT - 90 Okko Outinen DE - 91 Thomas Ceken - 92 Lauri Vainio - 95 Victor Sarvi - 96 Lasse Kankaanpää - 99 Janne Rautiainen Linebacker - 3 Efe Evwaraye - 10 Sami Toivonen - 40 Niko Kuikka - 41 Ilkka Koiranen - 43 Santtu Äyräväinen - 45 Aarno Sjöblom - 55 Joonas Raatikainen LB/DL/FB Defensive Back - 1 Akseli Olin DB/K/P - 2 Seikko Vennelä - 4 Pekka Rantala CB - 5 Niko Roiko S - 19 Tuukka Hämäläinen - 26 Tuomas Leinonen CB - 32 Tony Nyström CB - 36 Juhani Koivumäki Special Team - 6 Kari Grönroos K/P Roster aggiornato al 10 dicembre 2024 Coaching staff HC Tuomas Heikkinen · OC Kim Wikström · AC Jens Holmström · AC Marko Vartiainen · AC Ville Tarvainen · AC Kari Titola · AC Kalle Karppinen |

| Roster della Finlandia - Europeo 2018 |
| --- |
| Quarterback - 7 Miro Kadmiry - 8 Janne Lehtinen Running Back - 9 Karri Pajarinen - 15 Hanri Russila - 30 Tom Suoste - 40 Tuukka Lehtonen - 49 Veikka Lehtonen Wide Receiver - 6 Daniel Luoma - 10 Micky Kyei - 32 Kimi Linnainmaa - 36 Marcus Siiskonen - 82 Mikko Seppänen - 84 Ilari Laine - 88 Tino Ndongo Tight End - 81 Tommi Pinta Offensive Linemen - 52 Richard Laine LG - 60 Tapio Jääskeläinen - 65 Jere Lahti RT/LS - 71 Juho Pietilä LT - 72 Jari Mononen - 73 Pasi Lautala - 77 Iiro Luoto - 78 Arttu Tennberg Defensive Linemen - 76 Heikki Lesonen - 86 Edward Vesterinen - 87 Toni Ahonen - 90 Okko Outinen DE - 91 Lasse Kankaanpää - 98 Jani Lindqvist DE - 99 Janne Kreus DT Linebacker - 2 Niko Kuikka - 34 Joonas Raatikainen - 39 Jaska Värinen - 41 Sami Toivonen - 43 Santtu Äyräväinen - 96 Sebastian Karbin - 97 Juuso Laherma Defensive Back - 1 Akseli Olin - 3 Walter Vasanoja - 20 Aku Kattainen - 24 Ville-Valtteri Suojanen - 28 Juhani Koivumäki - 29 Viljo Lempinen CB - 33 Santeri Inkinen Special Team - 4 Joni-Petteri Malka K Roster aggiornato al 3 dicembre 2024 Coaching staff HC Tuomas Heikkinen · OC Robert Johnson · DC Kalle Karppinen · AC Andy Bezaire · AC Marko Vartiainen · AC Ville Tarvainen · AC Jens Holmström · AC Victor Sarvi · AC Pekka Rantala · AC Kari Titola |

| Roster della Finlandia - Finlandia-Svezia Semifinale Europeo 2021 |
| --- |
| Quarterback - 7 Miro Kadmiry - 15 Ambro Urjansson Running Back - 9 Karri Pajarinen - 25 Tuukka Lehtonen - 30 Nico Barrow - 31 Veikka Lehtonen - 42 Ville Lindsten Wide Receiver - 12 Arttu Erkkilä - 85 Willem Kajander - 36 Micky Kyei - 11 Mikko Seppänen - 84 Alexander Wasiljeff - 10 Marcus Siiskonen - 88 Johannes Jauhiainen WR/K - 16 Ville Karhinen Offensive Linemen - 76 Samuli Vehkomäki LT - 71 Juho Pietilä LT - 52 Richard Laine LG - 68 Niilo Ojansivu LG/C - 79 Antti Rinta-aho C - 53 Oliver Vasanoja RG - 72 Mikko Rajala RG/RT - 65 Jere Lahti RT/LS Defensive Linemen - 98 Jani Lindqvist DE - 26 Taavi Aronpää DE - 78 Janne Kreus DT - 94 Lauri Aho DT - 51 Christer Berg DT - 37 Joonas Raatikainen DT/DE/LS - 90 Okko Outinen DE Linebacker - 41 Roni Salonen - 46 Willy Lindfors OLB - 49 Akseli Vartiainen - 44 Timi Nuikka - 43 Santtu Äyräväinen Defensive Back - 21 Arttu Pajarinen CB - 20 Benjamin Ylipää SS/CB/LB - 27 Viljo Lempinen CB - 40 Arttu Ketonen CB - 32 Roni Laine CB - 4 Heikki Toivola CB - 5 Niko Roiko SS - 2 Niko Kuikka FS - 28 Viktor Mänty FS Special Team - 1 Akseli Olin P Roster aggiornato al 2 dicembre 2024 Coaching staff HC Mele Mosqueda · OC Mikko Koikkalainen · DC Kalle Karppinen · AC Jens Holmström · AC Victor Sarvi · AC Pekka Rantala · AC Julius Majander · AC Oskari Niemi · AC Andy Bezaire |

| Roster della Finlandia - Finlandia-Svezia 2021 |
| --- |
| Quarterback - 15 Ambro Urjansson Running Back - 9 Joonatan El Ouacef - 25 Tuukka Lehtonen - 31 Veikka Lehtonen - 34 Nico Barrow Wide Receiver - 8 Hannes Harju - 16 Ville Karhinen - 17 Joel Sarkelä - 18 Janne Sarkelä - 80 Tino Ndongo - 82 Kimi Linnainmaa - 84 Alexander Wasiljeff - 85 Kristian Natunen Offensive Linemen - 57 Sakari Siltakorpi - 60 Aleksi Närhi C - 71 Tony Koskinen - 73 Tuomas Hvitfelt - 74 Juuso Voutilainen - 76 Elias Rantanen - 79 Antti Rinta-aho C Defensive Linemen - 26 Taavi Aronpää DE - 51 Christer Berg DT - 91 Axel Arvila - 98 Jonis Heikkinen - 99 Filip Zacok Linebacker - 41 Aleksi Kylli - 43 Juhani Koivumäki - 46 Markus Korpela Defensive Back - 2 Eero Valja - 3 Rufail Khalifa CB - 5 Niko Roiko SS - 12 Aleksi Riheläinen - 28 Ville Rontu - 29 Peter Lundström - 32 Roni Laine CB Special Team - 19 Roope Niskanen K Roster aggiornato al 4 dicembre 2024 Coaching staff HC Mele Mosqueda · OC Mikko Koikkalainen · DC Kalle Karppinen · AC Jens Holmström · AC Pekka Rantala · AC Julius Majander · AC Heikki Kuusela · AC Andy Bezaire |

| Roster della Finlandia - Finlandia-Francia Finale 3º - 4º posto Europeo 2021 |
| --- |
| Quarterback - 7 Miro Kadmiry - 15 Ambro Urjansson Running Back - 9 Karri Pajarinen - 25 Tuukka Lehtonen - 30 Nico Barrow - 31 Veikka Lehtonen - 42 Joonatan El Ouacef Wide Receiver - 8 Hannes Harju - 11 Mikko Seppänen - 12 Arttu Erkkilä - 16 Ville Karhinen - 32 Kimi Linnainmaa - 84 Alexander Wasiljeff - 88 Tino Ndongo Offensive Linemen - 70 Tuomas Hvitfelt - 71 Aleksi Närhi C - 72 Mikko Rajala RG/RT - 73 Tony Koskinen - 74 Mikko Toiminen - 76 Samuli Vehkomäki LT Defensive Linemen - 26 Taavi Aronpää DE - 51 Christer Berg DT - 52 Jesse Vuoksenturja - 55 Ville Valasti - 78 Sakari Siltakorpi - 98 Filip Zacok Linebacker - 20 Benjamin Ylipää - 41 Juhani Koivumäki - 43 Santtu Äyräväinen - 44 Timi Nuikka - 46 Juuso Laherma - 58 Markus Korpela - 91 Timi Tuominen Defensive Back - 2 Eero Valja - 3 Rufail Khalifa CB - 5 Niko Roiko SS - 6 Elmeri Laalo - 22 Roni Laine CB - 24 Aleksi Riheläinen - 27 Peter Lundström - 28 Aku Kattainen - 29 Ville Rontu Special Team - 19 Roope Niskanen K Roster aggiornato al 4 dicembre 2024 Coaching staff HC Mele Mosqueda · OC Mikko Koikkalainen · DC Kalle Karppinen · AC Jens Holmström · AC Victor Sarvi · AC Pekka Rantala · AC Julius Majander · AC Andy Bezaire · AC Heikki Kuusela |

| Roster della Finlandia - Finlandia-Danimarca Qualificazioni europee 2022 |
| --- |
| Quarterback - 9 Ambro Urjansson Running Back - 8 Lassi Pajarinen - 14 Nico Barrow - 27 Tom Suoste - 31 Tuukka Lehtonen Wide Receiver - 10 Micky Kyei - 11 Mikko Seppänen - 17 Janne Sarkelä - 32 Kimi Linnainmaa - 81 Santtu Vehkomäki - 88 Johannes Jauhiainen Tight End - 42 Ville Lindsten - 89 Asko Mäntymäki - 91 Iiro-Pekka Paakki Offensive Linemen - 50 Viktor Asklöf - 53 Samuli Vehkomäki LT - 68 Aki-Petteri Aho - 70 Tuomas Hvitfelt - 71 Aleksi Närhi C - 72 Elmeri Saastamoinen - 73 Tony Koskinen - 74 Roope Korhonen Defensive Linemen - 51 Christer Berg DT - 55 Ville Valasti - 57 Jari-Antti Jääskeläinen - 79 Henri Hietajärvi - 92 Atro Heinonen - 95 Timi Tuominen - 96 Aleksi Olavuo - 98 Jonis Heikkinen Linebacker - 25 Veikka Lehtonen - 41 Taavi Aronpää - 44 Timi Nuikka - 46 Willy Lindfors OLB - 54 Saidou Jallow Defensive Back - 1 Akseli Olin - 2 Niko Kuikka - 6 Elmeri Laalo - 16 Viljo Lempinen CB - 20 Markus Ojainväli - 22 Roni Laine CB - 24 Peter Lundström - 39 Jaakko Jokinen - 49 Aatu Tuokko Special Team - 12 Aleksi Pulkkinen K Roster aggiornato al 5 dicembre 2024 Coaching staff HC/OC Mikko Koikkalainen · DC Kalle Karppinen · AC Jens Holmström · AC Janne Lehtinen · AC Julius Majander · AC Oskari Niemi · AC Sampo Ranta · AC Pekka Rantala · AC Victor Sarvi · AC Erkka Vehomäki |

| Roster della Finlandia - Repubblica Ceca-Finlandia Qualificazioni europee 2022 |
| --- |
| Quarterback - 9 Ambro Urjansson Running Back - 8 Lassi Pajarinen - 25 Tuukka Lehtonen - 27 Tom Suoste Wide Receiver - 10 Micky Kyei - 11 Mikko Seppänen - 17 Janne Sarkelä - 32 Kimi Linnainmaa - 81 Santtu Vehkomäki - 88 Johannes Jauhiainen Tight End - 42 Ville Lindsten - 89 Asko Mäntymäki - 91 Iiro-Pekka Paakki Offensive Linemen - 50 Viktor Asklöf - 53 Samuli Vehkomäki LT - 68 Aki-Petteri Aho - 70 Tuomas Hvitfelt - 71 Aleksi Närhi C - 72 Elmeri Saastamoinen - 73 Tony Koskinen - 74 Roope Korhonen Defensive Linemen - 51 Christer Berg DT - 55 Ville Valasti - 57 Jari-Antti Jääskeläinen - 92 Atro Heinonen - 95 Timi Tuominen - 96 Aleksi Olavuo - 98 Jonis Heikkinen Linebacker - 18 Onni Soininen - 31 Veikka Lehtonen - 41 Taavi Aronpää - 44 Timi Nuikka - 46 Willy Lindfors OLB - 54 Saidou Jallow Defensive Back - 1 Akseli Olin - 2 Niko Kuikka - 6 Elmeri Laalo - 16 Viljo Lempinen CB - 20 Markus Ojainväli - 39 Jaakko Jokinen Special Team - 12 Aleksi Pulkkinen K Roster aggiornato al 5 dicembre 2024 Coaching staff HC/OC Mikko Koikkalainen · DC Kalle Karppinen · AC Jens Holmström · AC Janne Lehtinen · AC Julius Majander · AC Oskari Niemi · AC Sampo Ranta · AC Pekka Rantala · AC Victor Sarvi · AC Erkka Vehomäki |

| Roster della Finlandia - Finlandia-Svezia Semifinale Europeo 2023 |
| --- |
| Quarterback - 7 Miro Kadmiry - 12 Rasmus Laalo Running Back - 15 Ville Hämäläinen - 24 Yusufa Lehtinen - 25 Tuukka Lehtonen - 27 Tom Suoste Wide Receiver - 8 Luukas Eerola - 10 Micky Kyei - 11 Mikko Seppänen - 17 Janne Sarkelä - 18 Joel Sarkelä - 32 Kimi Linnainmaa - 87 Santtu Vehkomäki - 88 Johannes Jauhiainen Tight End - 42 Ville Lindsten - 89 Asko Mäntymäki - 91 Iiro-Pekka Paakki Offensive Linemen - 53 Samuli Vehkomäki LT - 54 Mikko Toiminen - 70 Tony Koskinen - 71 Aleksi Närhi C - 72 Elmeri Saastamoinen - 76 Sakari Siltakorpi Defensive Linemen - 52 Jesse Vuoksenturja - 57 Jari-Antti Jääskeläinen - 60 Otto Mäkinen - 90 Asko Pajunen - 92 Axel Arvila - 93 Joni Kotro - 95 Malek Jaradat - 98 Jonis Heikkinen - 99 Jani Lindqvist Linebacker - 14 Arttu Tapola - 31 Veikka Lehtonen - 41 Taavi Aronpää - 50 Saidou Jallow Defensive Back - 1 Akseli Olin - 2 Niko Kuikka - 5 Niko Roiko - 6 Elmeri Laalo - 19 Tuukka Hämäläinen - 20 Aku Kattainen - 26 Oskari Toijala - 39 Aatu Tuokko - 83 Onni Kärki Special Team Roster aggiornato al 5 dicembre 2024 Coaching staff HC/OC Mikko Koikkalainen · DC Kalle Karppinen · AC Oskari Niemi · AC Julius Majander · AC Erkka Vehomäki · AC Jens Holmström · AC Victor Sarvi · AC Sampo Ranta · AC Pekka Rantala · AC Ville Valasti |

| Roster della Finlandia - Austria-Finlandia Finale Europeo 2023 |
| --- |
| Quarterback - 3 Rasmus Laalo - 7 Miro Kadmiry Running Back - 25 Tuukka Lehtonen - 27 Tom Suoste - 34 Karri Pajarinen Wide Receiver - 8 Luukas Eerola - 10 Micky Kyei - 11 Mikko Seppänen - 17 Janne Sarkelä - 18 Joel Sarkelä - 32 Kimi Linnainmaa - 83 Kristian Natunen - 87 Santtu Vehkomäki - 88 Johannes Jauhiainen Tight End - 89 Asko Mäntymäki - 91 Iiro-Pekka Paakki Offensive Linemen - 53 Samuli Vehkomäki LT - 54 Mikko Toiminen - 60 Otto Mäkinen - 70 Tuomas Hvitfelt - 71 Aleksi Närhi C - 72 Elmeri Saastamoinen - 73 Tony Koskinen Defensive Linemen - 51 Christer Berg - 52 Jesse Vuoksenturja - 55 Ville Valasti - 57 Jari-Antti Jääskeläinen - 90 Asko Pajunen - 95 Malek Jaradat - 96 Joni Kotro - 98 Jonis Heikkinen - 99 Jani Lindqvist Linebacker - 14 Arttu Tapola - 31 Veikka Lehtonen - 41 Taavi Aronpää - 42 Timi Nuikka Defensive Back - 1 Akseli Olin - 2 Niko Kuikka - 5 Niko Roiko - 6 Elmeri Laalo - 16 Viljo Lempinen - 19 Onni Kärki - 21 Heikki Toivola - 26 Oskari Toijala - 39 Aatu Tuokko Special Team Roster aggiornato al 5 dicembre 2024 Coaching staff HC/OC Mikko Koikkalainen · DC Kalle Karppinen · AC Oskari Niemi · AC Marianne Pahkala · AC Julius Majander · AC Erkka Vehomäki · AC Jens Holmström · AC Victor Sarvi · AC Sampo Ranta · AC Pekka Rantala |

| Roster della Finlandia - Repubblica Ceca-Finlandia Qualificazioni europee 2024 |
| --- |
| Quarterback - 6 Rasmus Laalo - 9 Ambro Urjansson - 12 Jerry Silomaa Running Back - 27 Tom Suoste - 31 Veikka Lehtonen - 34 Joonatan El Ouacef Wide Receiver - 5 Rene Rautiainen - 17 Janne Sarkelä - 18 Joel Sarkelä - 87 Verneri Rainio Tight End - 42 Daniel Luoma - 91 Iiro-Pekka Paakki Offensive Linemen - 53 Samuli Vehkomäki LT - 54 Felix Salonen - 60 Terho Hytönen - 71 Antti Mannila - 71 Sampo Leppänen - 72 Elmeri Saastamoinen - 74 Aki-Petteri Aho - 76 Miguel Mäkinen Defensive Linemen - 51 Christer Berg DT - 92 Julius Vuoksenturja DE - 93 Joni Kotro DE - 94 Ere Viitanen - 95 Henri Illikainen - 98 Jonis Heikkinen - 99 Henry Lehtonen Linebacker - 14 Arttu Tapola - 16 Oskari Tapola - 41 Taavi Aronpää - 44 Timi Nuikka Defensive Back - 15 Severi Hämäläinen CB - 22 Jaakko Jokinen - 24 Peter Lundström S - 26 Oskari Toijala - 28 Joseph Penesumbu CB - 36 Eemeli Tuovinen CB - 39 Aautu Tuokko - 49 Ilmari Ikäheimo Special Team - 1 Akseli Olin P - 2 Anssi Ruohonen K Roster aggiornato al 5 dicembre 2024 Coaching staff HC/OC Mikko Koikkalainen · DC Kalle Karppinen · AC Oskari Niemi · AC Marianne Pahkala · AC Julius Majander · AC Erkka Vehomäki · AC Jens Holmström · AC Timi Tuominen · AC Sampo Ranta · AC Pekka Rantala |

| Roster della Finlandia - Finlandia-Francia Qualificazioni europee 2024 |
| --- |
| Quarterback - 3 Rasmus Laalo - 12 Jerry Silomaa Running Back - 27 Tom Suoste - 31 Veikka Lehtonen - 34 Joonatan El Ouacef - 35 Tuukka Lehtonen - 89 Aleksi Hirvonen Wide Receiver - 5 Rene Rautiainen - 10 Oskari Suoniemi - 17 Janne Sarkelä - 18 Joel Sarkelä - 87 Verneri Rainio Tight End - 42 Daniel Luoma - 91 Iiro-Pekka Paakki Offensive Linemen - 53 Samuli Vehkomäki LT - 60 Terho Hytönen - 71 Sampo Leppänen - 72 Elmeri Saastamoinen - 73 Tony Koskinen - 74 Aki-Petteri Aho - 76 Miguel Mäkinen - 79 Antti Mannila G Defensive Linemen - 51 Christer Berg DT - 90 Okko Outinen - 92 Julius Vuoksenturja DE - 93 Joni Kotro DE - 94 Ere Viitanen DE - 95 Henri Illikainen - 98 Jonis Heikkinen - 99 Henry Lehtonen Linebacker - 16 Oskari Tapola - 41 Taavi Aronpää - 44 Timi Nuikka - 54 Felix Salonen Defensive Back - 6 Elmeri Laalo - 19 Viljo Lempinen - 21 Iiro Pekkarinen - 22 Jaakko Jokinen - 24 Peter Lundström S - 26 Oskari Toijala - 28 Joseph Penesumbu CB - 39 Aautu Tuokko - 49 Ilmari Ikäheimo Special Team - 1 Akseli Olin P - 11 Anssi Ruohonen K Roster aggiornato al 6 dicembre 2024 Coaching staff HC/OC Mikko Koikkalainen · DC Kalle Karppinen · AC Oskari Niemi · AC Marianne Pahkala · AC Julius Majander · AC Erkka Vehomäki · AC Jens Holmström · AC Timi Tuominen · AC Sampo Ranta · AC Pekka Rantala · AC Niko Kuikka |